# Estria
Estrias são sulcos na pele resultantes da rotura da derme. São comuns em jovens em período de maior crescimento, em grávidas ou em doentes com síndrome de Cushing. Inicialmente surgem como linhas vermelhas ou roxas de comprimento e largura diversa. Com o tempo, algumas destas lesões desaparecem, enquanto outras atrofiam, perdem pigmentação e tornam-se lustrosas. As estrias geralmente surgem no abdómen, embora também sejam comuns nas mamas, braços, costas, coxas e nádegas. Em alguns casos podem causar irritação, prurido e stresse emocional. No entanto, as estrias não são um risco para a saúde nem comprometem qualquer função corporal, sendo meramente uma condição estética. Embora as estrias possam diminuir com o tempo, não chegam a desaparecer por completo.
As estrias são causadas pela rotura da derme durante fases de rápido crescimento do corpo, como durante a puberdade ou gravidez. Pensa-se que a relaxina e o estrogénio associados ao aumento da quantidade de cortisol durante a gravidez causem uma acumulação de mucopolissacarídeos. Esta acumulação faz aumentar a absorção de água pelo tecido conjuntivo, tornando-o mais vulnerável à ruptura sob stresse mecânico. As estrias podem também ser influenciadas por alterações hormonais associadas à puberdade, gravidez, musculação ou terapia de substituição hormonal. Entre os fatores de risco para o desenvolvimento de estrias estão o sexo feminino, gravidez (principalmente em idade precoce), elevado índice de massa corporal, súbito ganho ou perda de peso, uso de corticosteroides, antecedentes familiares, e ter síndrome de Cushing, síndrome de Marfan ou determinadas condições genéticas.
A prevenção consiste em manter um peso saudável durante a gravidez. Não existem evidências de qualidade que comprovem a eficácia dos cremes para prevenir o aparecimento de estrias, incluindo ácido hialurónico, Alphastria, Trofolastin ou Verum. O azeite e a manteiga de cacau não são eficazes. Embora a tretinoína aparente ser promissora, trata-se de um teratógeno que pode causar malformações do feto. Uma vez formadas as estrias, não existe tratamento que apresente benefícios claros. As estrias não necessitam de tratamento médico e em muitos casos a aparência vai diminuindo naturalmente com o tempo. Os tratamentos tópicos apresentam apenas resultados ligeiros e não há evidências que cremes com ingredientes específicos sejam superiores a cremes hidratantes normais. Não existem evidências de qualidade que recomendam tratamentos com laser, ácido glicólico ou microdermoabrasão. No entanto, o tratamento com laser pode melhorar a aparência de estrias imaturas, embora a eliminação total das lesões seja muito rara. Os tratamentos tópicos não são capazes de prevenir a ocorrência de estrias durante a gravidez. A Centella asiatica pode não ser segura durante a gravidez.
A condição é mais frequente entre mulheres jovens e na sequência de uma gravidez. As estrias afetam cerca de 90% das mulheres grávidas. Muitas mulheres desenvolvem estrias apenas durante a primeira gravidez. Desde a Antiguidade que as mulheres procuram remédios caseiros para prevenir o aparecimento de estrias durante a gravidez. Os antigos gregos e romanos usavam azeite, enquanto os etíopes e somalis usavam olíbano.